# Roślina dwuletnia

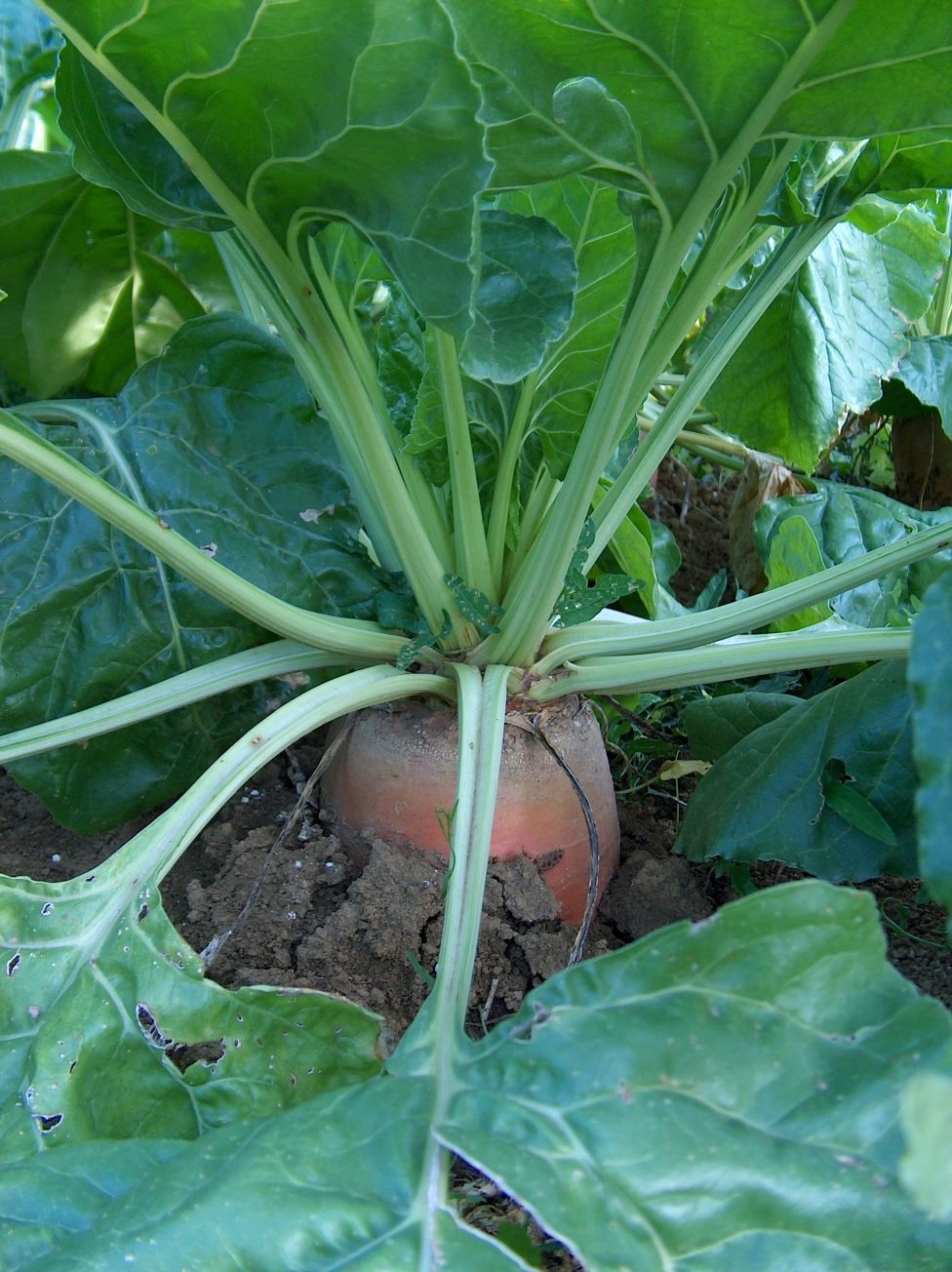
Burak w pierwszym roku wegetacji

Roślina dwuletnia, roślina dwuroczna (łac. biennis) – roślina potrzebująca do odbycia cyklu rozwojowego dwóch okresów wegetacyjnych. Podczas pierwszego roku tworzy się jedynie krótki pęd z rozetą liści asymilujących oraz organy spichrzowe. W drugim roku wykształcają się pędy kwiatowe i nasiona, po czym roślina zamiera. Pierwszy sezon wegetacyjny umożliwia wytworzenie i zmagazynowanie substancji zapasowych. Mogą być one gromadzone w liściach, korzeniu spichrzowym lub bulwach. Zmagazynowane w pierwszym roku wegetacji materiały zapasowe zużywane są w roku następnym w celu szybkiego wytworzenia organów generatywnych. 
Do roślin dwuletnich należy wiele roślin uprawianych w celu pozyskania organów spichrzowych takich jak kapusta, buraki, marchew itp.